# 진로그룹
진로그룹(眞露─)은 (주)진로를 모기업으로 하는 대규모 기업집단이었다. 현재는 1997년 4월 21일 외환위기 부도를 맞아서, 이후에는 그룹이 해체되었다. 2005년에는 M&A로 하이트맥주에 인수되었다.

## 역사

### 성장의 역사
1924년 합자회사인 우신고등학교 설립자 겸 진로그룹의 창업자인 우천 장학엽이 평안남도 용강군에 설립한 진천양조상회 (眞泉釀造商會)가 그 기원이다.
1950년 한국전쟁 때 부산으로 옮겨가 낙동강, 금련소주를 생산하였고, 1954년 전쟁 후 서울특별시 영등포구 신길동에서 서광주조(西光酒造)를 세우면서 '진로소주'를 다시 생산해냈다.
1961년 최초의 계열사인 서광산업(현재의 서광모드컴퍼니)을 설립하고, 1966년 진로주조로 상호를 변경했으며 1975년 사명을 진로 (기업)로 바꾸었다. 1985년 4월 17일 진로그룹의 설립자인 우천 장학엽이 향년 81세로 폐암이 걸려서 사망하여, 제2대 회장으로 장진호 회장이 취임했다.
1987년 계열사인 진로종합유통을 설립하였으며, 이 시점이 진로그룹의 유통업 진출의 신호탄이었고 1989년 본사를 서울특별시 영등포구 신길동에서 서울특별시 서초구 서초동으로 이전하였다.
1992년 (주) 진로 (기업)와 미국의 쿠어스사가 50:50 비율로 합작한 진로쿠어스맥주를 설립했고 1994년 진로쿠어스맥주는 카스를 출시하였으며, 1996년 진로그룹은 대한민국의 제계 순위 24위로 오른 바 있었고, 진로그룹의 산하에 24개의 방계 및 계열회사가 있었다.
계열사로 소주·위스키·매실주 등을 생산·판매하고 있는 진로 (기업)(주), 음·식료품에 (주)진로종합식품(소멸. 현 (주)펭귄종합식품, 현 하이트진로음료, 현 진로발효 로 분사됨)·진로쿠어스맥주(주)·진로식품판매(주)·고려양주(주)·진로지리산샘물(주)이, 화장품은 (주)쥬리아, 제조업에 (주)진로산업·(주)삼원, 도소매업에 (주)진로종합유통 (구 진로제약｜현 비보존제약, 구 우진석유)·진로출장연회(주)·진로하이리빙(주) (현 하이리빙)·진우통신(주)·청주진로백화점·진로인터스트리즈 (현 JS전선), 건설업과 운송업에 남부시외버스터미널(주)·진로건설(주) (구 JR건설, 현 대우조선해양건설)·남부화물터미널(주)·(주)우신공영·진로엔지니어링(주) (구 LG엔지니어링｜LG건설, 현 GS건설 ), 금융업에 우신선물(주)·우신투자자문(주), 광고업에 (주)GTV가 있으며, 학교법인 우천학원 (우신중학교, 우신고등학교)을 경영하였다.

### 쇠퇴의 역사
1997년 4월 21일 외환위기로 인하여, 대한민국 정부가 실시한 부도유예협약을 진로그룹이 처음으로 적용받았으나 1997년 9월에 진로그룹은 법정관리과 화의신청 및 부도를 냈다. 1998년 3월 진로그룹의 핵심 계열사인 (주)진로와 (주)진로종합식품을 비롯한 6개 계열사가 서울지방법원과 대법원이 법정관리와 화의신청개시에 대한 인가를 명령받았다.
결국 진로종합식품은 통조림 사업을 1998년 4월 전북 김제에 위치한 통조림업체인 해림에 넘겼지만 IMF 때문에 부도가 나자 1999년 4월 최희열 대표 등에게 "펭귄" 브랜드 경영권이 양도되어 펭귄종합식품으로 상호명이 변경됐으며 2008년 말 부도를 내어 없어지자 금한이  "펭귄" 브랜드를 사 통조림을 계속 생산했으나 또 다시 부도가 나자 이병진 사장이 "펭귄" 브랜드를 2012년 매입한 뒤 (주) 펭귄F&B를 설립하면서 생명이 이어지는 듯 했지만 몇 년 뒤 부도가 나자 남일종합식품산업사에서 "펭귄" 브랜드를 매입하여 현재까지 생산 중이다. 그 이후 진로종합식품은 석수 사업과 음료 부문에만 전념했으나 석수 사업을 1999년 9월 진로에 양도했고 2000년 파산 뒤 2006년 폐업했다. 
진로종합유통은 2000년 청산절차를 거쳐 2010년 폐업했는데 제약사업본부(진로제약이 95년 1월 진로종합유통에 합병되어 진로종합유통 제약사업부로 출범)가 2000년 12월 제이알팜으로 분사했고 2004년 4월 JRP로 상호변경됐으며 2014년 7월 동우약품에 인수된 후 2015년 9월 이니스트바이오제약으로 상호변경됐고 2020년 9월 비보존그룹에 인수됐으며 2021년 2월 비보존제약으로 상호변경됐다.
그 뒤,  1999년 12월에 진로의 맥주사업부문인 진로쿠어스맥주를 OB 맥주에 매각하였으며, 2000년 2월 진로의 위스키사업부문인 진로발렌타인스가 프랑스의 위스키업체인 페르노리카사에 매각되었고, 2003년 1월에 진로가 한국증권거래소(현 증권선물거래소)로부터 상장을 폐지당했다.
2004년 4월 회사정리계획안 인가를 받아서, 2005년 하이트맥주, 대한전선, 두산, 롯데, CJ 등 10개 컨소시엄이 인수의향서를 제출하고, 2005년 4월 하이트맥주 컨소시엄이 우선협상대상자로 선정, 체결되어, 2005년 7월 진로 (기업)는 하이트맥주에 인수되었다. 또한 현재 (주)석수와 퓨리스가 하이트진로음료로 사명이 바뀌었으며 하이트맥주와 진로가 합병되어 하이트진로(주)로 지금에 이르고 있다.
그룹 해체 후 2004년 사기대출 및 비자금 횡령혐의로 징역 2년 6개월에 집행유예 5년을 선고 받고 출소한 장진호 회장은 중국과 캄보디아에서 10년 간 도피생활을 하다가 2015년 4월 3일 급성 심근경색으로 향년 63세에 세상을 떠났다. 지인의 언급에 따르면 지난 2일 힘들고 괴롭다는 말을 전했다고 한다. 도피 중에도 은행업과 부동산개발업 등으로 재기를 노렸지만 심적 압박을 받아온 것으로 전해졌다.

## 같이 보기
- 진로 (기업)
- 하이트홀딩스
- 하이트맥주
- 서울 SK 나이츠
- 대우조선해양
- OB맥주